# Dexter Xuereb
Dexter Xuereb (21 settembre 1997) è un calciatore maltese, difensore dell'Hibernians.

## Carriera

### Club
Cresciuto nel settore giovanile del Mosta, ha esordito in prima squadra il 4 gennaio 2015 disputando l'incontro di Premier League Malti perso 1-5 contro il Birkirkara.

### Nazionale
Ha giocato nella nazionale maltese Under-21.
Il 30 maggio 2021 ha esordito con la nazionale maggiore maltese giocando l'amichevole persa 0-3 contro l'Irlanda del Nord.

## Statistiche

### Presenze e reti nei club
Statistiche aggiornate al 31 maggio 2021.
| Stagione            | Squadra             | Campionato          | Campionato | Campionato | Coppe nazionali | Coppe nazionali | Coppe nazionali | Coppe continentali | Coppe continentali | Coppe continentali | Altre coppe | Altre coppe | Altre coppe | Totale | Totale |
| Stagione            | Squadra             | Comp                | Pres       | Reti       | Comp            | Pres            | Reti            | Comp               | Pres               | Reti               | Comp        | Pres        | Reti        | Pres   | Reti   |
| ------------------- | ------------------- | ------------------- | ---------- | ---------- | --------------- | --------------- | --------------- | ------------------ | ------------------ | ------------------ | ----------- | ----------- | ----------- | ------ | ------ |
| 2014-2015           | Mosta               | PL                  | 1          | 0          | CM              | 0               | 0               | -                  | -                  | -                  | -           | -           | -           | 1      | 0      |
| 2015-2016           | Mosta               | PL                  | 8          | 0          | CM              | 0               | 0               | -                  | -                  | -                  | -           | -           | -           | 8      | 0      |
| 2016-2017           | Mosta               | PL                  | 21         | 0          | CM              | 0               | 0               | -                  | -                  | -                  | -           | -           | -           | 21     | 0      |
| 2017-2018           | Mosta               | PL                  | 22         | 2          | CM              | 1               | 0               | -                  | -                  | -                  | -           | -           | -           | 23     | 2      |
| 2018-2019           | Mosta               | PL                  | 23         | 1          | CM              | 2               | 0               | -                  | -                  | -                  | -           | -           | -           | 25     | 1      |
| 2019-gen. 2020      | Mosta               | PL                  | 14         | 3          | CM              | 0               | 0               | -                  | -                  | -                  | -           | -           | -           | 14     | 3      |
| Totale Mosta        | Totale Mosta        | Totale Mosta        | 89         | 6          |                 | 3               | 0               |                    | -                  | -                  |             | -           | -           | 92     | 6      |
| gen.-mag. 2020      | Gżira Utd           | PL                  | 5          | 0          | CM              | 0               | 0               | -                  | -                  | -                  | -           | -           | -           | 5      | 0      |
| 2020-2021           | Gżira Utd           | PL                  | 15         | 0          | CM              | 2               | 0               | -                  | -                  | -                  | -           | -           | -           | 17     | 0      |
| Totale Gżira United | Totale Gżira United | Totale Gżira United | 20         | 0          |                 | 2               | 0               |                    | -                  | -                  |             | -           | -           | 22     | 0      |
| Totale carriera     | Totale carriera     | Totale carriera     | 109        | 6          |                 | 5               | 0               |                    | -                  | -                  |             | -           | -           | 114    | 6      |

### Cronologia presenze e reti in nazionale
| Cronologia completa delle presenze e delle reti in nazionale ― Malta | Cronologia completa delle presenze e delle reti in nazionale ― Malta | Cronologia completa delle presenze e delle reti in nazionale ― Malta | Cronologia completa delle presenze e delle reti in nazionale ― Malta | Cronologia completa delle presenze e delle reti in nazionale ― Malta | Cronologia completa delle presenze e delle reti in nazionale ― Malta | Cronologia completa delle presenze e delle reti in nazionale ― Malta | Cronologia completa delle presenze e delle reti in nazionale ― Malta |
| Data                                                                 | Città                                                                | In casa                                                              | Risultato                                                            | Ospiti                                                               | Competizione                                                         | Reti                                                                 | Note                                                                 |
| -------------------------------------------------------------------- | -------------------------------------------------------------------- | -------------------------------------------------------------------- | -------------------------------------------------------------------- | -------------------------------------------------------------------- | -------------------------------------------------------------------- | -------------------------------------------------------------------- | -------------------------------------------------------------------- |
| 30-5-2021                                                            | Klagenfurt am Wörthersee                                             | Malta                                                                | 0 – 3                                                                | Irlanda del Nord                                                     | Amichevole                                                           | -                                                                    | 70’                                                                  |
| Totale                                                               |                                                                      | Presenze                                                             | 1                                                                    |                                                                      | Reti                                                                 | 0                                                                    |                                                                      |

## Palmarès

### Club

#### Competizioni nazionali
- Coppa di Malta: 1

Hibernians: 2024-2025